# IT勉強会
IT勉強会とは、日本のIT企業を中心に、企業の枠を超え自主的に行われる勉強会ならびに発表会である。

## 概要
IT業を中心に、ハッカソンなどの手法が取り入れられ日本においてIT勉強会という形で発達した。参加者は一般の社会人の方から学生、よくWeb上で名前を見掛けるような技術者の方まで多様であり、企業の枠組みを超え、互いに情報交流と勉強ができるのが特徴である。
学会などと比べより身近に学術的でない人とも参加しやすい利点がある。

## IT勉強会の特徴
IT勉強会の独自文化として下記が挙げられる。
- 1人5分程度のライトニングトークセッションがある。
- 勉強会の内容をハッシュタグをつけてSNSで実況する。
- 懇親会にて料理、ドリンクが主催者より提供され、参加者は食事をしながら勉強会の感想等を話し合う。
- 発表者はスライドをSlideShareやSpeaker Deckにアップロードする。
- 勉強会の感想をブログに投稿する。内容によってはコメントがつき話題になることがある。

スライドやブログをアップロードすることで参加者以外でも発表内容を確認でき、またSNSで広く共有されることにより、知見や成果が早く共有化されるという特徴がある。このような共有化の文化はITエンジニア特有のものとする意見もある。

## 日本におけるIT勉強会
日本におけるIT勉強会は企業の枠組みを超え勉強できる環境を作ることが特徴であり、多くの場合ボランティアにおいて企業の会議室などが会場として貸し出される。また、コワーキングスペースや共創スペースが利用されることもある。そこでは、企業の最新アプリの紹介、プログラミングの事例紹介などが行われる。このような傾向は多くの場合異業種には見られず、IT業界の中でもベンチャー企業が中心になって行われていた。しかし、メイカーズムーブメントの流れを受け、ハードウェア分野の勉強会やIoTやビッグデータでの異業種連携の流れが出てきている。

## オープンイノベーションとして役割
IT勉強会は技術者にとって自己啓発、社外人脈の構築、新しい価値の創造につながり、オープンイノベーションの一種であるという考え方も指摘されている。また、企業がオープンイノベーションへの参加として、オープンソースソフトウェアコミュニティなどの参加もありうるが、企業組織をオープンイノベーションに適応させる取り組みの一歩として、自社の会議室を会場として勉強会・コミュニティに提供することで社外の人材との交流も方法の一つである。

## 地方と都市
多くのIT勉強会は東京を中心とした都市圏で開かれており、ハッカソンなどでは地域課題の解決といいつつ多くは都市部である。このため、各地点をイノベーションハブとして、TwitterのハッシュタグやWEBテレビ電話で中継する試みもある。

## コロナ後
2020年、新型コロナウイルス蔓延後は、イベントのオンライン化が進んでおり地域、場所を問わず参加できる傾向に変わりつつある。日本では、connpass、TECH PLAY、peatixなどとZoomなどが組合させて使用されることが多いが、日本とは違い、シリコンバレーを含めた英語圏などではMeetupやeventbriteが一般的によく使用される。

## IT勉強会への他業界の参画
2020年以降、IoTやオープンイノベーション、デジタルトランスフォーメーションが進展するにつれ、IT勉強会が異業界の融合型となってきており、NTTグループとトヨタ自動車が機械学習でのコネクテッドカーの発表をする。中外製薬がヘルスケア分野のAI（人工知能）、データ活用やデジタルトランスフォーメーションのイベントを開催。日産自動車とDeNAが共同で開発したMaaSなどの発表が行われている。

## 他のイベントとの差異
類似のものとしては、フューチャーセンターや異業種交流会などがある。フューチャーセンターは対話とイノベーションを目的とし、参加する人をIT業種を中心としないことからIT勉強会とは異なっている。また、異業種交流会は、交流と人脈作りを目的とし勉強を目的としないことから、IT勉強会とは異なっている。